# Grotte de La Covaciella
La grotte de La Covaciella est une grotte ornée située dans la commune de Cabrales, dans les Asturies, en Espagne,. Elle abrite des peintures pariétales du Magdalénien, datées d'environ 14 000 ans avant le présent (AP). Elle est inscrite sur la liste du Patrimoine mondial de l'Unesco depuis 2008, au sein de l'ensemble dénommé Grotte d'Altamira et art rupestre paléolithique du Nord de l'Espagne. Elle est protégée comme Bien d'intérêt culturel (cote RI-51-0000515).

## Historique
La grotte de La Covaciella a été découverte en 1994 lorsqu'un trou s'est ouvert dans la grotte après une explosion de terrassement due à des travaux routiers. La grotte a été déclarée bien d'intérêt culturel.

## Description
La grotte est constituée d'une galerie d'environ 40 m de long, qui se termine par une salle comportant des peintures et gravures pariétales de la période magdalénienne, datées d'environ 14 000 ans AP.
Le caractère clos et la découverte tardive de la grotte ont permis une très bonne conservation des peintures, avec notamment les bisons les mieux conservés de la côte cantabrique.

## Reconstitution
Son équilibre environnemental délicat empêche l'ouverture de la grotte au public. Il en existe une reproduction à la Casa Barcena de Carreña de Cabrales.

## Galerie

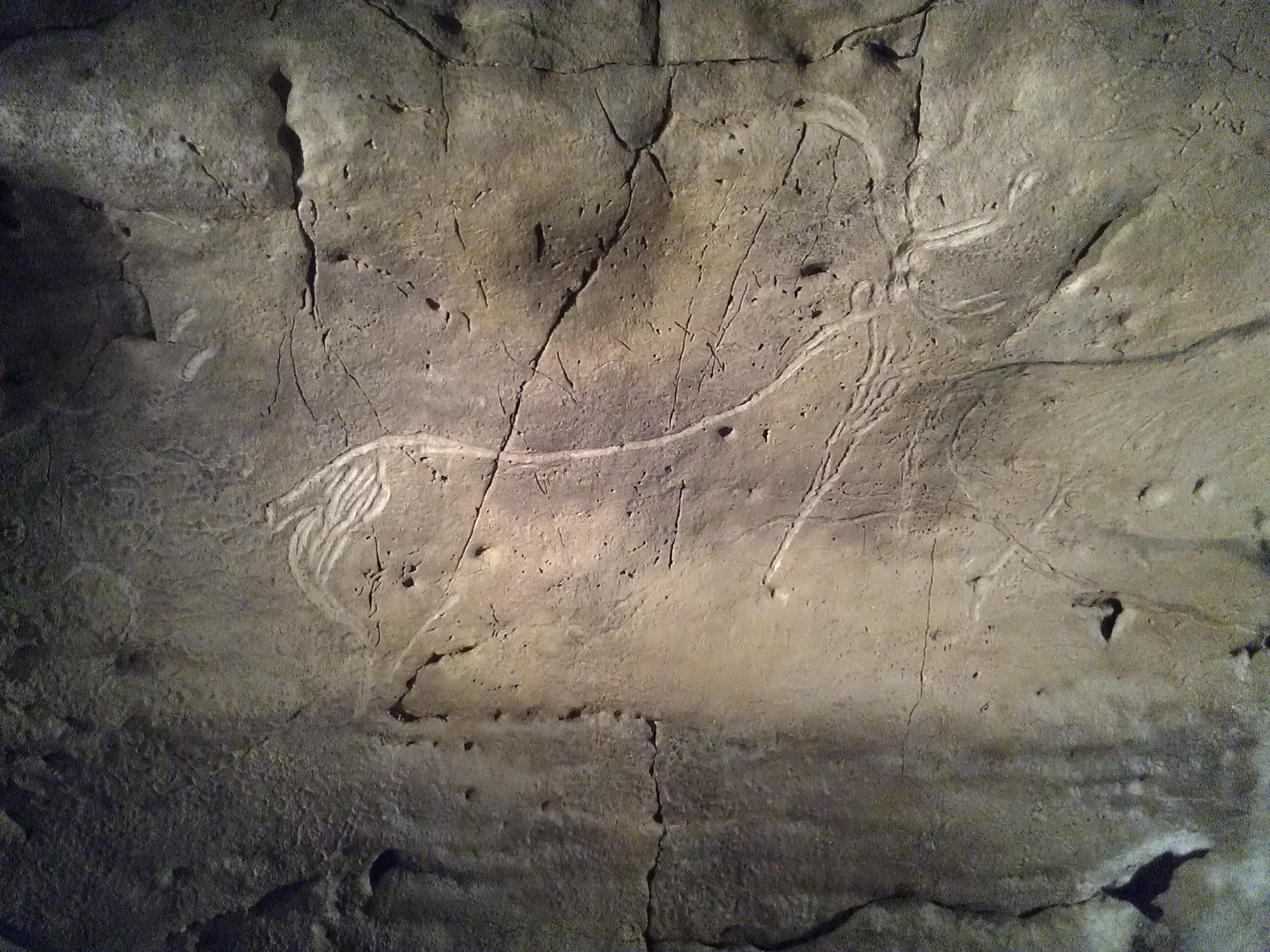
Gravure pariétale
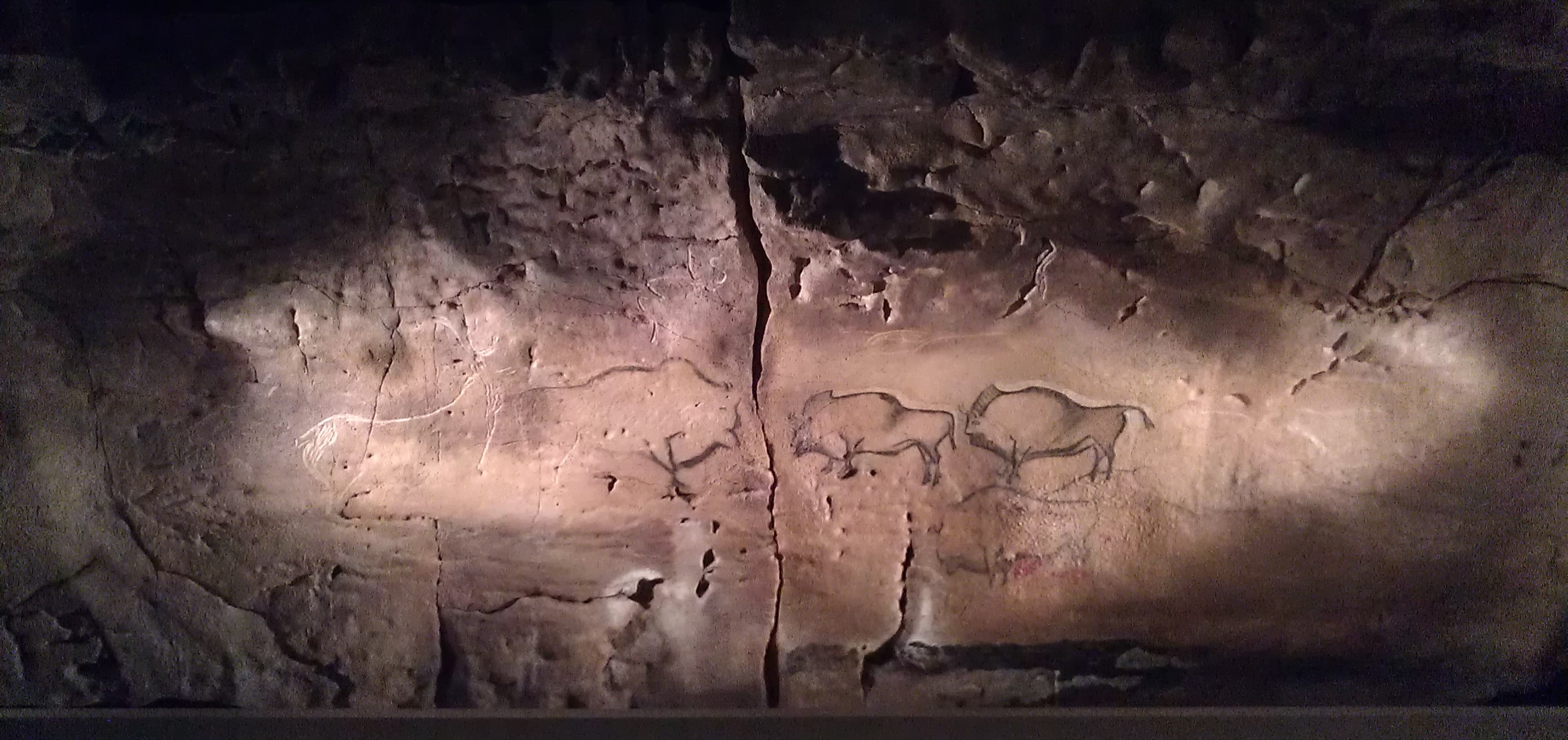
Panneau des bisons